# Biophthora rossica
Biophthora rossica är en stekelart som först beskrevs av Győző Szépligeti 1901.
Biophthora rossica ingår i släktet Biophthora och familjen bracksteklar. Inga underarter finns listade i Catalogue of Life.